# Štefan Bielik
Štefan Bielik (24. prosince 1913 – ???) byl slovenský a československý politik Komunistické strany Slovenska a poúnorový poslanec Národního shromáždění ČSSR a Sněmovny lidu Federálního shromáždění.

## Biografie
Ve volbách roku 1960 byl zvolen za KSS do Národního shromáždění ČSSR za Středoslovenský kraj. Mandát obhájil ve volbách v roce 1964. V Národním shromáždění zasedal až do konce jeho funkčního období v roce 1968. K roku 1968 se uvádí profesně jako zámečník, bytem v obci Bytča.
Po federalizaci Československa usedl roku 1969 do Sněmovny lidu Federálního shromáždění (volební obvod Bytča), kde setrval do konce volebního období, tedy do voleb v roce 1971.